# Aziridina
L'aziridina és un compost heterocíclic la qual estructura és un anell de tres membres amb un grup amina i dos grups metilè.

## Síntesi
Per a la síntesi d'aziridines s'empra la reacció de Johnson–Corey–Chaykovsky, o només de Corey–Chaykovsky. S'empra per produir epòxids, aziridines i ciclopropans. Fou descoberta el 1961 per A. William Johnson i desenvolupada significativament per E. J. Corey i Michael Chaykovsky. La reacció implica l'addició d'un ilur de sofre a una imina, en el cas de la síntesi aziridines.

## Toxicologia en humans
La toxicitat d'un compost aziridina en particular depèn de la seva estructura i activitat. Com a electròfils les aziridines subjectes a l'atac i obertura d'anell de nucleòfils endògens com les bases nitrogenades en els parells de bases de l'ADN, resultant en una mutagenicitat potencial.

### Carcinogenicitat
L'International Agency for Research on Cancer (IARC) classifica els compostos d'aziridina com possiblement carcinògens pels humans.